# Samsung Galaxy dòng S

Biểu trưng cũ của Samsung Galaxy S từ thế hệ S1 (2010) cho đến năm 2015

Samsung Galaxy S series là dòng thiết bị di động cao cấp chạy Android được sản xuất bởi Samsung Electronics.
Series bao gồm ban đầu là điện thoại thông minh và thiết bị đầu tiên, Samsung Galaxy S, được công bố vào tháng 3 năm 2010 và được phát hành để bán vào tháng 6 năm đó. Kể từ khi Samsung Galaxy Note được giới thiệu vào năm 2011, dòng Galaxy S đã cùng tồn tại với dòng Galaxy Note như là điện thoại thông minh hàng đầu của Samsung. Nhưng vào năm 2020, sau khi dòng Note 20/20 Ultra ra mắt, dòng Note đã bị khai tử, quyết định này được đưa ra khi Samsung muốn cắt giảm chi phí cho các dòng sản phẩm của mình.
Samsung sau đó đã mở rộng dòng Galaxy S sang máy tính bảng với thông báo về Galaxy Tab S vào tháng 6 năm 2014 và phát hành vào tháng tới. Điện thoại thông minh mới nhất trong dòng Galaxy S là bộ ba Galaxy S24, S24+ và S24 Ultra 5G được giới thiệu vào ngày 18 tháng 1, 2024. Máy tính bảng mới nhất là Galaxy Tab S10+ và Tab S10 Ultra được ra mắt vào tháng 10, 2024.

## Lịch sử, thiết kế và thông số kỹ thuật

#### Galaxy S
- Tháng 6 năm 2010, Samsung Galaxy S thế hệ đầu tiên được ra mắt. Với thiết kế nhựa và nắp lưng tháo rời. Vi xử lý Hummingbird 1 nhân, RAM 512MB, bộ nhớ ROM 2GB, camera sau 5MP và dung lượng pin 1500 mAh. Màn hình kích thước 4 inch tấm nền Super AMOLED 480x800 pixels.

Màn hình siêu lớn của Galaxy S gây ấn tượng mạnh với người sử dụng và giúp Samsung đặt bước chân vững chắc trong các nhà sản xuất smartphone. Góp phần giúp Samsung soán ngôi Nokia trở thành nhà sản xuất smartphone lớn nhất thế giới.

#### Galaxy SII
- Tháng 2 năm 2011, Samsung Galaxy SII ra mắt cũng với thiết kế nhựa, vi xử lý Exynos do chính Samsung sản xuất, RAM 1GB, ROM 16/32GB, pin 1650mAh. Camera sau 8MP và camera trước 2MP. Màn hình 4,3 inch Super AMOLED 480x800 pixels.

#### Galaxy SIII
- Tháng 5 năm 2012, Samsung Galaxy SIII ra mắt với vi xử lý Exynos 4412 4 nhân, RAM 1GB, ROM 3 phiên bản 16/32 và 64GB. Pin 2100 mAh. Camera trước 2MP, camera sau 8MP. Màn hình Super AMOLED 4,8 inch HD 720x1280 pixels.

#### Galaxy S4
- Tháng 3 năm 2013, Galaxy S4 ra mắt với vi xử lý Exynos 5410 8 nhân, RAM 2GB, ROM 16/32/64GB, pin 2600 mAh, camera trước 2MP, sau 13 MP, màn hình Super AMOLED 5 inch Full HD 1080x1920 pixels.

#### Galaxy S5

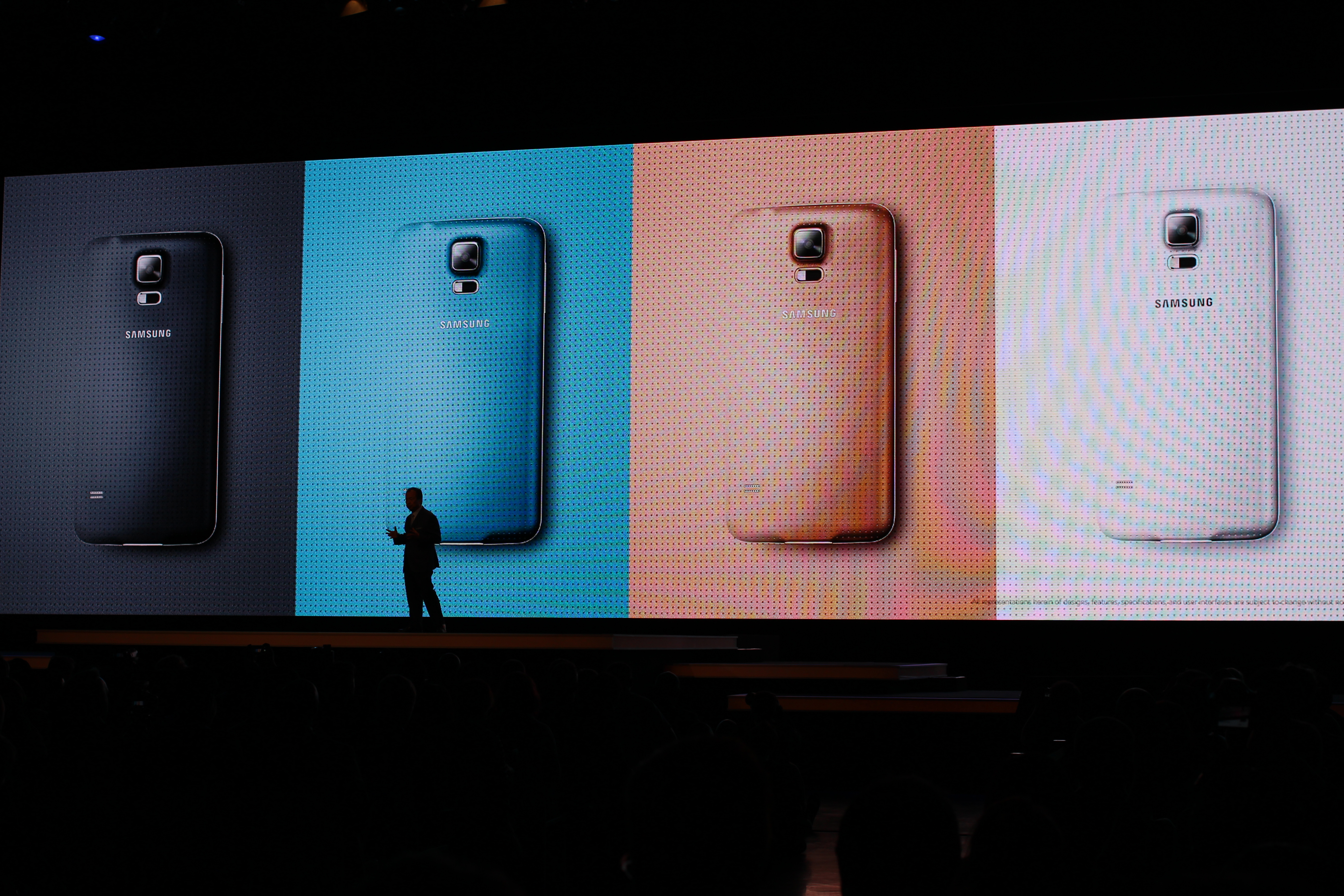

- Tháng 2 năm 2014, Galaxy S5 ra mắt vẫn với thiết kế nhựa nhưng có chuẩn kháng nước kháng bụi IP67, vi xử lý Qualcomm MSM8974AC Snapdragon 801. RAM 2GB, ROM 16/32GB. Camera trước 2 MP và sau 16 MP. Màn hình 5,1 inch full HD

Galaxy S5 ra mắt gây sự thất vọng không hề nhỏ trong lòng người hâm mộ với thiết kế nhựa quá cũ và không có cải tiến, hoàn toàn không đủ sức cạnh tranh với thế hệ iPhone 6/6 Plus đình đám của Apple cũng như thiết kế kim loại nguyên khối trên các smartphone cao cấp của các hãng Android khác. Galaxy S5 là chiếc Galaxy S series ế ẩm và thất bại nhất của Samsung vì được cho là cục nhựa  rẻ tiền.

#### Galaxy S6 | S6 edge | S6 edge+ | S6 active
- Tháng 3 năm 2015, Galaxy S6/S6 edge+ ra mắt với thiết kế kính và kim loại nguyên khối đầu tiên của dòng sản phẩm này. Vi xử lý Exynos 7420 Octa cores (14 nm tiến trình), RAM 3GB, ROM 32/64/128GB, pin liền không tháo rời 2550 mAh, camera trước 5MP và camera sau 16MP. Màn hình 2K Super AMOLED 5,1 inch 1440x2560 pixels.Galaxy s6/s6 Edge cùng với phím Home

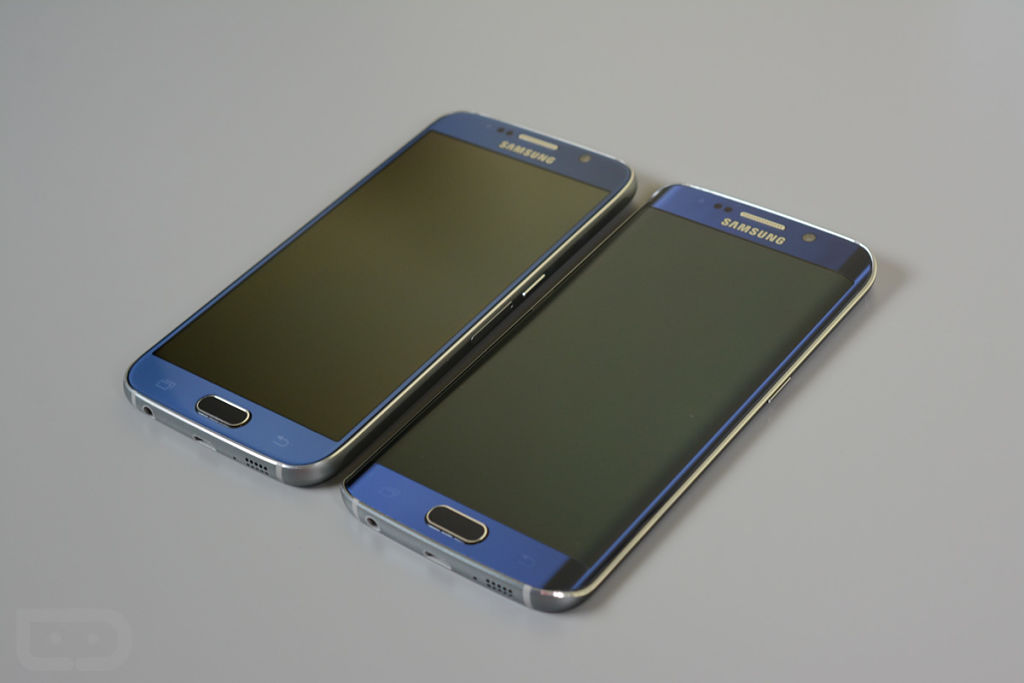
Galaxy s6/s6 Edge cùng với phím Home

Đây là bước chuyển mình của Samsung khi áp dụng trào lưu thiết kế kim loại nguyên khối lên điện thoại của mình, góp phần níu kéo lại sự quan tâm của người tiêu dùng. Thế hệ thứ 6 đánh dấu bước chuyển mình mạnh mẽ, tích hợp thiết kế màn hình cong hai bên tràn vô cực của Samsung tiên phong đặc trưng của dòng sản phẩm Galaxy S series và Galaxy Note series (Infinity display).

#### Galaxy S7 | S7 edge | S7 active
- Tháng 2 năm 2016, Galaxy thế hệ thứ 7 ra mắt với 2 phiên bản Galaxy S7 và Galaxy S7 Edge. Thiết kế hai mặt kính, khung kim loại nguyên khối với chuẩn kháng nước IP68. Vi xử lý Exynos 8890 Octa 14 nm, RAM 4GB, ROM 32/64GB. Viên pin 3000 mAh (S7) và 3600 mAh (S7Edge). Màn hình 5,1 inch và 5,5 inch Super AMOLED 2K 1440x2560 pixels.

Dòng Galaxy S7 vẫn tích hợp thiết kế màn hình cong tràn hai bên cùng với hai mặt kính sang trọng tương tự như dòng Galaxy S6 của Samsung.

#### Galaxy S8 | S8+ | S8 active | S Light Luxury
- Trong sự kiện UNPACKED 2017 diễn ra vào 29 tháng 3, 2017; Galaxy S8 | S8+ và sau đó là Galaxy S8 active ra mắt cùng với thiết kế màn hình tràn viền vô cực Infinity Display hoàn toàn mới, thiết kế hai mặt kính nguyên khối với kính cường lực Corning Gorilla Glass thế hệ thứ 5. Kính thước màn hình cho S8 là 5.8 inch và S8+ là 6.2 inch, tấm nền Super AMOLED cùng độ phân giải Quad HD+. Vi xử lý Exynos 8895 hoặc Snapdragon 835 tiến trình 10 nm. RAM 4GB (S8) và 6GB (S8+), ROM 64GB/128GB, dung lượng pin của S8 là 3000mAh và S8+ là 3500mAh. Camera sau 12MP, camera trước 8MP.

Galaxy S8 và S8+ khi ra mắt thực sự là cú đột phá trong công nghệ điện thoại thông minh. Là một trong những sản phẩm thành công nhất lịch sử dòng Galaxy S, hoàn toàn lấn lướt về mặt thiết kế với thế hệ iPhone 7/7Plus của Apple cũng như các nhà sản xuất Android khác như Sony, LG với thiết kế màn hình viền đạt đến siêu mỏng, cho cảm giác vô cực thực sự.

#### Galaxy S9 | S9+

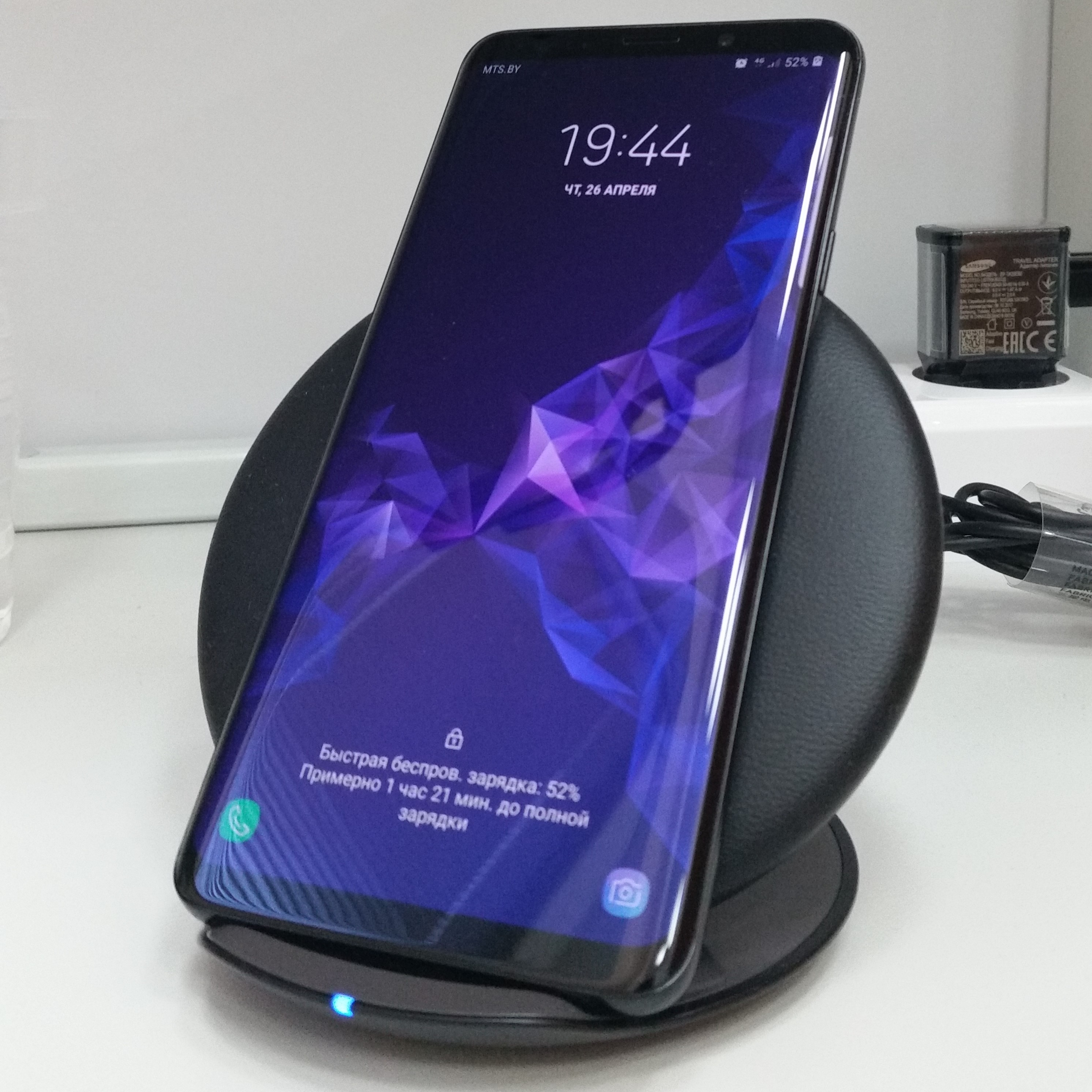

- Trong sự kiện UNPACKED 2018 được diễn ra vào ngày 25 tháng 2, 2018, Galaxy S9 và S9+ đã được ra mắt với thiết kế không khác biệt nhiều với thế hệ tiền nhiệm là Galaxy S8 và S8+, chỉ với sự thay đổi vị trí cảm biến vân tay ở mặt lưng, cùng camera kép phía sau trên phiên bản Galaxy S9+. Vi xử lý Exynos 9810 hoặc Snapdragon 845 cùng trên tiến trình 10 nm, Camera trước 8MP và camera sau 12MP (camera kép 12MP với Galaxy S9+).

Thiết kế không mấy thay đổi làm sản lượng Galaxy S9 và S9+ không khả quan và ế ẩm khá nhiều khi so với S8 và S8+, Samsung mất đi sự cạnh tranh với thế hệ iPhone X của Apple hay những hãng OEM Android khác như Xiaomi, Huawei,...

#### Galaxy S10e | S10 Lite | S10 | S10+ | S10 5G
- Trong sự kiện Galaxy UNPACKED 2019 được diễn ra vào ngày 21 tháng 2, 2019; bộ tứ Galaxy S thế hệ thứ 10, S10e | S10 | S10+ và S10 5G ra mắt và đồng thời kỉ niệm 10 năm dòng Galaxy S. Với vi xử lý Exynos 9820 Octa-core 8 nm ở thị trường châu Á và Snapdragon 855 7 nm mạnh mẽ nhất thế giới tại các thị trường Mỹ, Trung Quốc, Nhật Bản và Hồng Kông. Camera trước 10MP trên S10e và S10, camera trước kép 10MP+8MP trên S10+. Camera sau kép 12MP trên S10e và triple 3 camera 12MP trên S10 và S10+. Bộ nhớ RAM của S10e là 6GB/8GB, S10 là 8GB, S10+ là 8GB/12GB, S10 5G là 8GB. Bộ nhớ trong của S10e là 128GB/256GB, S10 là 128GB/512GB, S10+ là 128GB/512GB và 1TB (Phiên bản bộ nhớ cao nhất từ trước đến nay), S10 5G là 256GB và 512GB. Trong đó, S10 5G là chiếc điện thoại thông minh đầu tiên trên thế giới được tích hợp công nghệ kết nối 5G mới nhất và tiên tiến nhất. Đặc biệt tại sự kiện Unpacked lần này Samsung còn giới thiệu smartphone màn hình gập cao cấp đầu tiên của hãng - Galaxy Fold.

Galaxy S10e | S10 | S10+ và S10 5G đánh dấu sự quay lại ngoạn mục của ngôi vương Android - nhà sản xuất smartphone lớn nhất thế giới của Samsung. Hoàn toàn lu mờ thế hệ iPhone XR/XS/XS Max của Apple. Với thiết kế màn hình đục lỗ Infinity-O, viền siêu mỏng và cảm biến vân tay siêu âm dưới màn hình.
Tuy nhiên thế hệ thứ 10 này, Samsung đã thẳng tay loại bỏ cảm biến mống mắt Iris Scanner trên các thế hệ trước và thay bằng cảm biến vân tay siêu âm ẩn dưới màn hình( đối với S10 Lite, S10, S10+, S10 5G) và cảm biến vân tay quang học nằm ở nút nguồn(đối với S10e)
Galaxy S10 là dòng sản phẩm có doanh thu kỷ lục của Samsung, đặc biệt thành công tại Trung Quốc, nơi mà thị phần Samsung tại thời điểm đó còn dưới 1% và bị chiếm lĩnh hoàn toàn bởi các hãng trong nước mới nổi như Oppo, Vivo, Xiaomi, Huawei.
- Ngày 4 tháng 1, 2020; phiên bản giá rẻ thứ 2 của dòng Galaxy S10 được ra mắt với tên gọi Galaxy S10 Lite. Thiết bị này được trang bị bộ vi xử lý Snapdragon 855 7 nm mạnh mẽ. Máy sử dụng công nghệ màn hình Super AMOLED Plus mới cùng với kích thước 6.7 inch độ phân giải Full HD+ với thiết kế Infinity-O. Bộ nhớ trong của máy là 128GB (phiên bản 512GB ra mắt tháng 3, 2020) cùng với hai tùy chọn RAM là 6GB và 8GB. Đặc biệt máy sử dụng camera Macro chụp cận cảnh độc đáo. Camera góc rộng 48MP và Camera góc siêu rộng 12MP cùng với công nghệ siêu chống rung quang học OIS cao cấp nhất từ trước đến nay của Samsung. Máy có dung lượng pin ấn tượng là 4500mAh và hỗ trợ sạc nhanh 45W.

#### Galaxy S20 FE | S20 | S20+ | S20 Ultra (LTE | 5G)

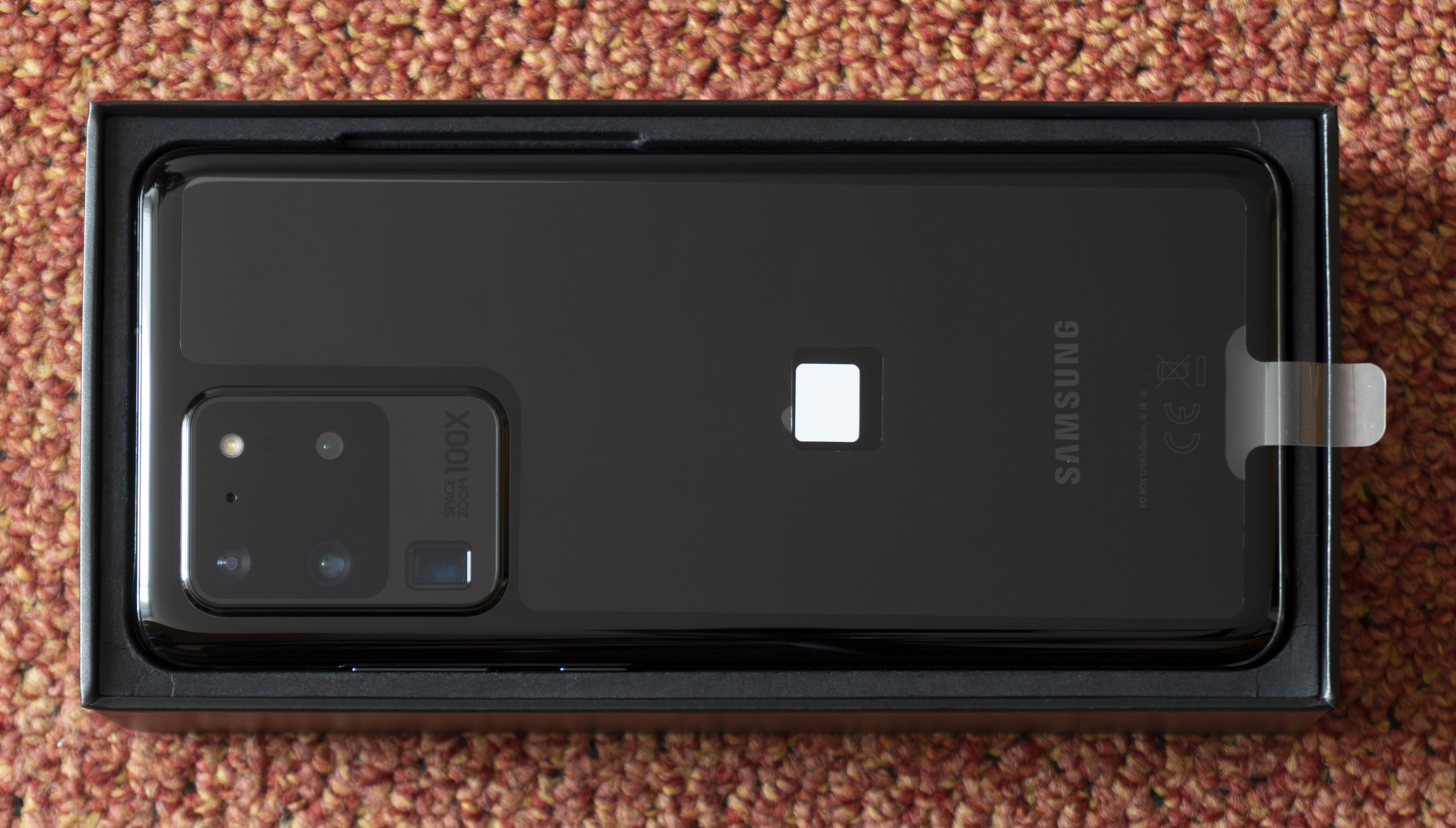
Một chiếc s20 Ultra

- Một chiếc s20 UltraTrong sự kiện Galaxy UNPACKED 2020 diễn ra vào ngày 11 tháng 2 năm 2020, bộ ba Galaxy S thế hệ thứ 11, S20 | S20+ và S20 Ultra ra mắt. Galaxy S20 có màn hình 6,2 inch, Galaxy S20+ với 6,7 inch, Galaxy S20 Ultra có màn hình lớn nhất 6,9 inch, được làm cong nhẹ, thiết kế Infinity-O, tấm nền Dynamic AMOLED 2X với độ phân giải 2K+ (3200×1440 pixels) nhưng tần số quét 120 Hz chỉ khả dụng với độ phân giải FHD+. Galaxy S20 và S20+ đều có camera chính 12MP, ống kính tele 64MP và camera góc rộng 12 MP ở mặt lưng. Cụm camera sau của Galaxy S20 Ultra bao gồm ống kính chính 108MP, camera tele 48MP, góc rộng 12MP. Galaxy S20+ và Galaxy 20 Ultra có thêm camera Depth Vision, đảm nhận đo độ sâu trường ảnh. RAM tùy chọn 8GB hoặc 12GB cho Galaxy S20 và S20+. Galaxy S20 Ultra có RAM 12GB hoặc 16GB (phiên bản 5G). 3 model này đều hỗ trợ mạng 5G. Galaxy S20 có pin 4.000 mAh, Galaxy S20+ lên mức 4.500 mAh và Galaxy S20 Ultra đạt 5.000 mAh. Galaxy S20 và S20+ tích hợp sạc nhanh 25W, trong khi phiên bản Ultra hỗ trợ sạc siêu nhanh đến 45W. Các phiên bản được trang bị chip Exynos 990 7 nm+ (thị trường Việt Nam, châu Âu...) và Snapdragon 865 5G 7 nm (thị trường Mỹ, Hồng Kông, Trung Quốc, Nhật Bản và lần đầu tiên phiên bản sử dụng chip này được bán ra tại Hàn Quốc).                                                                                                                                                                                                                                                                                                                         Ngoài bộ 3 Galaxy S20, sự kiện Unpacked của Samsung còn giới thiệu mẫu tai nghe Galaxy Buds+ và điện thoại gập Galaxy Z Flip. Galaxy Z Flip có thiết kế gập dọc nhỏ gọn, chắc chắn hơn so với Galaxy Fold năm ngoái.
- Sự kiện Galaxy UNPACKED 2020 (Lần 3) dành cho Fan của Samsung đã diễn ra vào 21h tối ngày 23 tháng 9, 2020 (theo giờ Việt Nam), phiên bản giá rẻ dòng Galaxy S20 được ra mắt - Galaxy S20 FE (LTE | 5G). Máy vẫn giữ nguyên cấu hình so với các phiên bản S20 đã ra mắt trước đó. Màn hình Super AMOLED rộng 6.5 inch với độ phân giải FHD+ (1080×2400 pixels) cùng tần số quét 120 Hz, thiết kế Infinity-O. Bộ nhớ trong 128GB hoặc 256GB cùng 6GB hoặc 8GB RAM. Máy còn được trang bị khả năng kháng nước IP68 (độ sâu giới hạn ở 1.5 mét cùng thời gian 30 phút). Camera trước của máy có độ phân giải 32MP, khẩu độ F2.2. Cụm camera chính gồm có 3 camera; camera góc siêu rộng 12MP, khẩu độ F2.2, rộng 123°; camera góc rộng 12MP, khẩu độ F1.8, rộng 79°; camera tele 8MP, khẩu độ F2.4; đi cùng với đó là các tính năng như zoom kĩ thuật số 30x, Single Take... Máy có dung lượng pin 4500mAh cùng sạc nhanh 25W.

#### Galaxy S21 Series 5G
Trong sự kiện Galaxy UNPACKED đầu tiên của năm 2021 diễn ra theo hình thức trực tuyến vào ngày 14 tháng 1, 2021 Samsung đã giới thiệu dòng điện thoại Galaxy S thế hệ thứ 12 - Galaxy S21 | S21+ và S21 Ultra 5G. Gần 1 năm sau tại khuôn khổ sự kiện CES 2022 diễn ra trực tuyến vào ngày 3 tháng 1 năm 2022, Samsung cho ra mắt Galaxy S21 FE 5G.

#### Galaxy S22 Series
Tại sự kiện Galaxy Unpacked 2022 được tổ chức vào ngày 9 tháng 2 năm 2022, Samsung cho ra mắt dòng Galaxy S22 gồm S22 bản thường, S22+ và S22 Ultra. Galaxy S22 và S22+ giống như sự tiếp tục nâng cấp và hoàn thiện hơn so với thế hệ S21 trước đó, còn Galaxy S22 lại là một sự thay đổi lớn khi sở hữu ngôn ngữ thiết kế  và cây bút S-Pen trang bị sẵn trong thân máy đặc trưng của dòng Note. Ngoài ra, tại sự kiện này cũng có sự trình làng của dòng máy tính bảng Samsung Galaxy Tab S8 series với ba tùy chọn gồm Tab S8, Tab S8+ và Tab S8 Ultra.

#### Galaxy S23 Series

Samsung galaxy s23 ultra là dòng điện thoại cao cấp được mong đợi nhất vào đầu năm 2023

Tại sự kiện Galaxy Unpacked 2023 được tổ chức vào ngày 1 tháng 2 năm 2023, Samsung cho ra mắt dòng Galaxy S23 gồm S23 bản thường, S23+ và S23 Ultra. Vào tháng 10 năm 2023, điện thoại Samsung Galaxy S23 FE được ra mắt. Dòng S23 giống như sự tiếp tục nâng cấp và hoàn thiện hơn so với thế hệ S22 trước đó.

#### Galaxy S24 Series
Vào ngày 18 tháng 1 năm 2024, Samsung công bố dòng điện thoại Galaxy S24, bao gồm S24 thường, S24+, và S24 Ultra, vào ngày 26/09/2024, như thường lệ, dòng S24 giá rẻ đã đổ bộ vào thị trường Việt Nam là Samsung Galaxy S24 FE.
Galaxy S25 Series

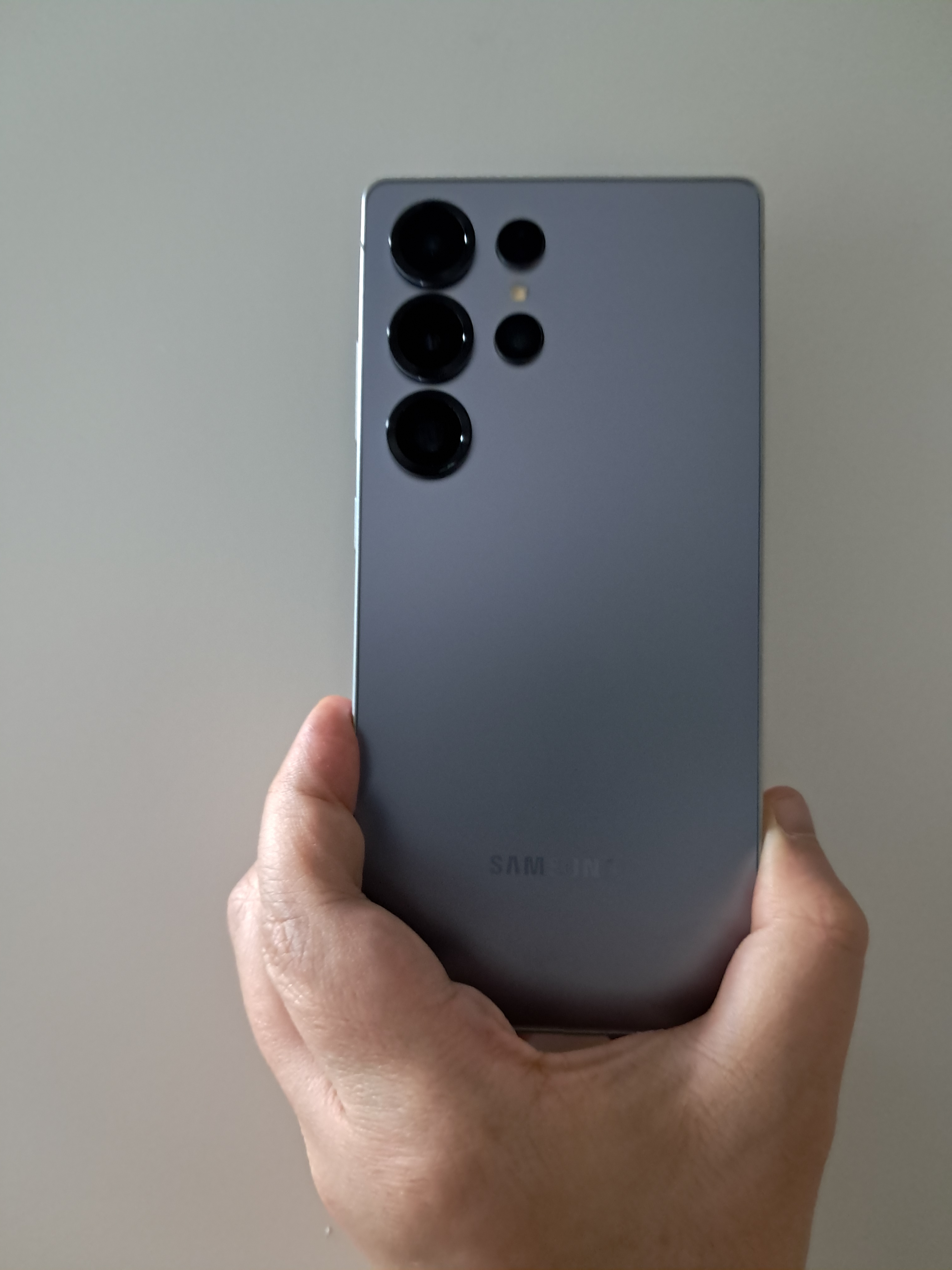
Dòng Galaxy mới nhất của Samsung

Sự kiện Galaxy Unpacked 2025 được tổ chức vào ngày 23 tháng 1 năm 2025 theo giờ Việt Nam. Bao gồm dòng S25 thường, S25+ và S25 Ultra, lần này dòng S có một thay đổi nhỏ là sẽ được bổ sung chip Snapdragon 8 Elite for Galaxy vốn là phiên bản ép xung của chip này với xung nhịp tăng thêm 0,15 ghz lên thành 4,47 ghz cùng với nhiều tính năng AI mới.

## Doanh thu
Samsung Galaxy S Series bán được hơn 160 triệu chiếc, với Samsung Galaxy S bán được 25 triệu chiếc, Samsung Galaxy S II bán được 40 triệu chiếc, Samsung Galaxy S III bán được 60 triệu chiếc, và cuối cùng Samsung Galaxy S4 bán được 40 triệu chiếc tính đến tháng 10 năm 2013..
Samsung Galaxy S7 Edge, S8/S8+ và S10/S10+, S20,S20 Ultra, S21 Ultra và S22/S22+/S22 Ultra là các thế hệ thành công nhất và bán chạy nhất của Samsung Galaxy S series.

## So sánh
Bảng này chủ yếu cho thấy sự khác biệt giữa các sản phẩm trong gia đình dòng Galaxy S. Danh sách chỉ bao gồm thiết bị mở khóa và bản quốc tế.
|                          | Samsung Galaxy S                  | Samsung Galaxy S                  | Samsung Galaxy S              | Samsung Galaxy S                | Samsung Galaxy S              | Samsung Galaxy S              | Samsung Galaxy S II                                 | Samsung Galaxy S II                                 | Samsung Galaxy S II                                 | Samsung Galaxy S II                                 | Samsung Galaxy S III                 | Samsung Galaxy S III                 | Samsung Galaxy S III               | Samsung Galaxy S III                 | Samsung Galaxy S III                 | Samsung Galaxy S III                 | Samsung Galaxy S III                 | Samsung Galaxy S4                    | Samsung Galaxy S4                    | Samsung Galaxy S4                    | Samsung Galaxy S4                                 | Samsung Galaxy S4                                            | Samsung Galaxy S5                                 | Samsung Galaxy S5                                 | Samsung Galaxy S5                                 | Samsung Galaxy S5                                 | Samsung Galaxy S5                                            | Samsung Galaxy S6                                             | Samsung Galaxy S6                                             | Samsung Galaxy S6                                             | Samsung Galaxy S6                                             | Samsung Galaxy S7 | Samsung Galaxy S7 |                          |
| i9000 (original model)   | Plus i9001                        | Advance i9070                     | Duos S7562                    | Duos 2 S7582                    | Duos 3 G316                   | i9100                         | i9100G                                              | S II Plus i9105                                     | i9210 HD LTE                                        | Mini i8190                                          | Mini VE i8200                        | Slim G3812B                          | i9300                              | i9305                                | Neo I9300I                           | Neo I9301I                           | Zoom SM-C101                         | Mini i9190                           | Active i9295                         | i9505                                | i9500                                             | Mini SM–G800F                                                | Active SM–G870A                                   | LTE-A SM-G906S                                    | SM–G900F                                          | SM–G900H                                          | SM–G920F                                                     | Edge SM–G925F                                                 | Active SM–G890A                                               | Edge+ SM-G928F                                                | SM-G930F                                                      | Edge SM-G935F | |                          |
| ------------------------ | --------------------------------- | --------------------------------- | ----------------------------- | ------------------------------- | ----------------------------- | ----------------------------- | --------------------------------------------------- | --------------------------------------------------- | --------------------------------------------------- | --------------------------------------------------- | ------------------------------------ | ------------------------------------ | ---------------------------------- | ------------------------------------ | ------------------------------------ | ------------------------------------ | ------------------------------------ | ------------------------------------ | ------------------------------------ | ------------------------------------ | ------------------------------------------------- | ------------------------------------------------------------ | ------------------------------------------------- | ------------------------------------------------- | ------------------------------------------------- | ------------------------------------------------- | ------------------------------------------------------------ | ------------------------------------------------------------- | ------------------------------------------------------------- | ------------------------------------------------------------- | ------------------------------------------------------------- | --- | --- | ------------------------ |
| Ngày ra mắt              | tháng 6 năm 2010                  | tháng 7 năm 2011                  | tháng 4 năm 2012              | tháng 9 năm 2012                | tháng 12 năm 2013             | tháng 6 năm 2014              | tháng 4 năm 2011                                    | tháng 10 năm 2011                                   | tháng 2 năm 2013                                    | tháng 12 năm 2011                                   | tháng 11 năm 2012                    | tháng 3 năm 2014                     | tháng 3 năm 2014                   | tháng 5 năm 2012                     | tháng 9 năm 2012                     | tháng 4 năm 2014                     | tháng 6 năm 2014                     | tháng 7 năm 2013                     | tháng 7 năm 2013                     | tháng 6 năm 2013                     | tháng 4 năm 2013                                  | tháng 4 năm 2013                                             | tháng 7 năm 2014                                  | tháng 6 năm 2014                                  | tháng 6 năm 2014                                  | tháng 4 năm 2014                                  | tháng 4 năm 2014                                             | tháng 4 năm 2015                                              | tháng 4 năm 2015                                              | tháng 7 năm 2015                                              | tháng 8 năm 2015                                              | tháng 3 năm 2016 | tháng 3 năm 2016 | Ngày ra mắt              |
| Kích thước (H×W×D) [mm]  | 122.4 × 64.2 × 9.9                | 122.4 × 64.2 × 9.9                | 123.2 × 63.0 × 9.7            | 121.5 × 63.1 × 10.6             | 121.5 × 63.1 × 10.6           | 121.5 × 63.1 × 10.6           | 125.3 × 66.1 × 8.5                                  | 125.3 × 66.1 × 8.5                                  | 129.8 × 68.8 × 9.5                                  | 121.5 × 63.1 × 10.6                                 | 121.6 × 63.0 × 9.9                   | 121.6 × 63.0 × 9.9                   | 133.0 × 66.0 × 9.7                 | 136.6 × 70.6 × 8.6                   | 136.6 × 70.6 × 8.6                   | 136.6 × 70.6 × 8.6                   | 136.6 × 70.6 × 8.6                   | 125.5 × 63.5 × 15.4                  | 124.6 × 61.3 × 8.9                   | 139.7 × 71.3 × 9.1                   | 136.6 × 69.8 × 7.9                                | 136.6 × 69.8 × 7.9                                           | 131.1 × 64.8 × 9.1                                | 145.3 × 73.5 × 8.9                                | 142.0 × 72.5 × 8.1                                | 142.0 × 72.5 × 8.1                                | 142.0 × 72.5 × 8.1                                           | 143.4 x 70.5 x 6.8                                            | 142.1 x 70.1 x 7                                              | 146.9 x 73.4 x 8.8                                            | 154.4 x 75.8 x 6.9                                            | 142.4 x 69.6 x 7.9 | 150.9 x 72.6 x 7.7 | Kích thước (H×W×D) [mm]  |
| Trọng lượng [g]          | 119                               | 119                               | 120                           | 118                             | 118                           | 118                           | 116                                                 | 116                                                 | 116                                                 | 130                                                 | 111                                  | 112                                  | 139                                | 133                                  | 133                                  | 132                                  | 132                                  | 208                                  | 107                                  | 153                                  | 130                                               | 130                                                          | 120                                               | 170                                               | 145                                               | 145                                               | 145                                                          | 138                                                           | 132                                                           | 150                                                           | 153                                                           | 152 | 157 | Trọng lượng [g]          |
| Android                  | 2.1 → 2.3                         | 2.3                               | 2.3 → 4.1                     | 4.0 → 4.1.2                     | 4.2.2                         | 4.4.2                         | 2.3 → 4.1.2                                         | 2.3 → 4.1.2                                         | 4.1.2 → 4.2.2                                       | 2.3 → 4.1.2                                         | 4.1.2                                | 4.2.2                                | 4.2.2                              | 4.0 → 4.3                            | 4.1 → 4.4.4                          | 4.3 → 4.4.4                          | 4.4.2                                | 4.2.2 → 4.4.2                        | 4.2.2 → 4.4.2                        | 4.2.2 → 4.4.2                        | 4.2.2 → 5.0.1                                     | 4.2.2 → 5.0.1                                                | 4.4.2                                             | 4.4.2 → 5.0                                       | 4.4.2 → 6.0.1                                     | 4.4.2 → 6.0.1                                     | 4.4.2 → 6.0.1                                                | 5.0.2 → 6.0.1                                                 | 5.0.2 → 6.0.1                                                 | 5.1                                                           | 5.1.1 → 6.0.1                                                 | 6.0.1 → 7.0 | 6.0.1 → 7.0 | Android                  |
| Đường chéo màn hình [in] | 4.0                               | 4.0                               | 4.0                           | 4.0                             | 4.0                           | 4.0                           | 4.3                                                 | 4.3                                                 | 4.3                                                 | 4.65                                                | 4.0                                  | 4.0                                  | 4.52                               | 4.8                                  | 4.8                                  | 4.8                                  | 4.8                                  | 4.3                                  | 4.3                                  | 5.0                                  | 5.0                                               | 5.0                                                          | 4.5                                               | 5.1                                               | 5.1                                               | 5.1                                               | 5.1                                                          | 5.1                                                           | 5.1                                                           | 5.1                                                           | 5.7                                                           | 5.1 | 5.5 | Đường chéo màn hình [in] |
| Độ phân giải [px×px]     | WVGA (480×800)                    | WVGA (480×800)                    | WVGA (480×800)                | WVGA (480×800)                  | WVGA (480×800)                | WVGA (480×800)                | WVGA (480×800)                                      | WVGA (480×800)                                      | WVGA (480×800)                                      | HD (720×1280)                                       | WVGA (480×800)                       | WVGA (480×800)                       | qHD (540×960)                      | HD (720×1280)                        | HD (720×1280)                        | HD (720×1280)                        | HD (720×1280)                        | qHD (540×960)                        | qHD (540×960)                        | Full-HD (1080×1920)                  | Full-HD (1080×1920)                               | Full-HD (1080×1920)                                          | HD (720×1280)                                     | Full-HD (1080×1920)                               | Quad-HD (1440×2560)                               | Full-HD (1080×1920)                               | Full-HD (1080×1920)                                          | Quad-HD (1440×2560)                                           | Quad-HD (1440×2560)                                           | Quad-HD (1440×2560)                                           | Quad-HD (1440×2560)                                           | Quad-HD (1440×2560) | Quad-HD (1440×2560) | Độ phân giải [px×px]     |
| Mật độ điểm ảnh [px/in]  | 233                               | 233                               | 233                           | 233                             | 233                           | 233                           | 217                                                 | 217                                                 | 217                                                 | 318                                                 | 233                                  | 233                                  | 244                                | 306                                  | 306                                  | 306                                  | 306                                  | 256                                  | 256                                  | 441                                  | 441                                               | 441                                                          | 326                                               | 432                                               | 576                                               | 432                                               | 432                                                          | 577                                                           | 577                                                           | 577                                                           | 518                                                           | 577 | 534 | Mật độ điểm ảnh [px/in]  |
| Công nghệ màn hình       | Super AMOLED                      | Super AMOLED                      | Super AMOLED                  | TFT                             | TFT                           | TFT                           | Super AMOLED Plus                                   | Super AMOLED Plus                                   | Super AMOLED Plus                                   | Super AMOLED                                        | Super AMOLED                         | Super AMOLED                         | TFT                                | Super AMOLED                         | Super AMOLED                         | Super AMOLED                         | Super AMOLED                         | Super AMOLED                         | Super AMOLED                         | TFT                                  | Super AMOLED                                      | Super AMOLED                                                 | Super AMOLED                                      | Super AMOLED                                      | Super AMOLED                                      | Super AMOLED                                      | Super AMOLED                                                 | Super AMOLED                                                  | Super AMOLED                                                  | Super AMOLED                                                  | Super AMOLED                                                  | Super AMOLED | Super AMOLED | Công nghệ màn hình       |
| SoC                      | Samsung Exynos 3110 (Hummingbird) | Qualcomm Snapdragon S2 MSM8255T   | ST-Ericsson NovaThor U8500    | Qualcomm Snapdragon S1 MSM7227A | Broadcom BCM21664             | Broadcom BCM21663             | Samsung Exynos 4210                                 | TI-OMAP 4430                                        | Broadcom BC28155                                    | Qualcomm Snapdragon S3 MSM8260                      | ST-Ericsson NovaThor U8420           | Marvell PXA986                       | Marvell PXA1088                    | Samsung Exynos 4412 Quad             | Samsung Exynos 4412 Quad             | Qualcomm Snapdragon 400 MSM8226      | Qualcomm Snapdragon 400 MSM8228      | Pega-Dual +XMM6262                   | Qualcomm Snapdragon 400 MSM8930      | Qualcomm Snapdragon 600 APQ8064T     | Qualcomm Snapdragon 600 APQ8064T                  | Samsung Exynos 5410 Octa                                     | Samsung Exynos 3470 Quad                          | Qualcomm Snapdragon 801 MSM8974AC                 | Qualcomm Snapdragon 805 APQ8084                   | Qualcomm Snapdragon 801 MSM8974AC                 | Samsung Exynos 5422 Octa                                     | Samsung Exynos 7420 Octa                                      | Samsung Exynos 7420 Octa                                      | Samsung Exynos 7420 Octa                                      | Samsung Exynos 7420 Octa                                      | Qualcomm Snapdragon 820 (Hoa Kỳ, Trung Quốc)/Samsung Exynos 8890 Octa (Quốc tế)                                                    | Qualcomm Snapdragon 820 (Hoa Kỳ, Trung Quốc)/Samsung Exynos 8890 Octa (Quốc tế)                                                    | SoC                      |
| CPU                      | 1.0 GHz lõi-đơn ARM Cortex-A8     | 1.4 GHz lõi-đơn Qualcomm Scorpion | 1.0 GHz lõi-kép ARM Cortex-A9 | 1.0 GHz lõi-đơn ARM Cortex-A5   | 1.2 GHz lõi-kép ARM Cortex-A9 | 1.2 GHz lõi-kép ARM Cortex-A9 | 1.2 GHz lõi-kép ARM Cortex-A9                       | 1.2 GHz lõi-kép ARM Cortex-A9                       | 1.2 GHz lõi-kép ARM Cortex-A9                       | 1.5 GHz lõi-kép Qualcomm Scorpion                   | 1.0 GHz lõi-kép ARM Cortex-A9        | 1.2 GHz lõi-kép ARM Cortex-A9        | 1.2 GHz lõi-tứ ARM Cortex-A7       | 1.4 GHz lõi-tứ ARM Cortex-A9         | 1.4 GHz lõi-tứ ARM Cortex-A9         | 1.2 GHz lõi-tứ ARM Cortex-A7         | 1.4 GHz lõi-tứ ARM Cortex-A7         | 1.5 GHz lõi-kép ARM Cortex-A9        | 1.7 GHz lõi-kép Krait 300            | 1.9 GHz lõi-tứ Krait 300             | 1.9 GHz lõi-tứ Krait 300                          | 1.6 GHz lõi-tứ ARM Cortex-A15 & 1.2 GHz lõi-tứ ARM Cortex-A7 | 1.4 GHz lõi-tứ ARM Cortex-A7                      | 2.5 GHz lõi-tứ Krait 400                          | 2.5 GHz lõi-tứ Krait 400                          | 2.5 GHz lõi-tứ Krait 400                          | 1.9 GHz lõi-tứ ARM Cortex-A15 & 1.3 GHz lõi-tứ ARM Cortex-A7 | 2.1 GHz lõi-tứ ARM Cortex-A57 & 1.5 GHz lõi-tứ ARM Cortex-A53 | 2.1 GHz lõi-tứ ARM Cortex-A57 & 1.5 GHz lõi-tứ ARM Cortex-A53 | 2.1 GHz lõi-tứ ARM Cortex-A57 & 1.5 GHz lõi-tứ ARM Cortex-A53 | 2.1 GHz lõi-tứ ARM Cortex-A57 & 1.5 GHz lõi-tứ ARM Cortex-A53 | lõi-kép 2.15 GHz Kryo & lõi-kép 1.44 GHz Kryo (U.S. & China only)/2.3 GHz lõi-tứ Samsung Exynos M1 & 1.6 GHz lõi-tứ ARM Cortex-A53 | lõi-kép 2.15 GHz Kryo & lõi-kép 1.44 GHz Kryo (U.S. & China only)/2.3 GHz lõi-tứ Samsung Exynos M1 & 1.6 GHz lõi-tứ ARM Cortex-A53 | CPU                      |
| GPU                      | IT PowerVR SGX540 (200 MHz)       | Qualcomm Adreno 205               | ARM Mali-400MP1               | Qualcomm Adreno 200             | Broadcom VideoCore IV         | Broadcom VideoCore IV HW      | ARM Mali-400MP4 (266 MHz)                           | IT PowerVR SGX540 (308 MHz)                         | Broadcom VideoCore IV                               | Qualcomm Adreno 220                                 | ARM Mali-400MP1                      | Vivante GC1000                       | Vivante GC1000                     | ARM Mali-400MP4 (400 MHz)            | ARM Mali-400MP4 (400 MHz)            | Qualcomm Adreno 305                  | Qualcomm Adreno 305                  | ARM Mali-400MP4 (400 MHz)            | Qualcomm Adreno 305                  | Qualcomm Adreno 320                  | Qualcomm Adreno 320                               | IT PowerVR SGX544MP3 (533 MHz)                               | ARM Mali-400MP4 (450 MHz)                         | Qualcomm Adreno 330                               | Qualcomm Adreno 420                               | Qualcomm Adreno 330                               | ARM Mali-T628MP6                                             | ARM Mali-T760                                                 | ARM Mali-T760                                                 | ARM Mali-T760                                                 | ARM Mali-T760                                                 | Adreno 530 (U.S. & China only)/ARM Mali-T880                                                                                       | Adreno 530 (U.S. & China only)/ARM Mali-T880                                                                                       | GPU                      |
| RAM [GB]                 | 0.5 GB                            | 0.5 GB                            | 0.75 GB                       | 0.75 GB                         | 0.75 GB                       | 0.5 GB                        | 1 GB                                                | 1 GB                                                | 1 GB                                                | 1 GB                                                | 1 GB                                 | 1 GB                                 | 1 GB                               | 1 GB                                 | 2 GB                                 | 1.5 GB                               | 1.5 GB                               | 1.5 GB                               | 1.5 GB                               | 2 GB                                 | 2 GB                                              | 2 GB                                                         | 1.5 GB                                            | 2 GB                                              | 3 GB                                              | 2 GB                                              | 2 GB                                                         | 3 GB                                                          | 3 GB                                                          | 3 GB                                                          | 4 GB                                                          | 4 GB | 4 GB | RAM [GB]                 |
| Bộ nhớ trog              | 8 or 16 GB                        | 8 or 16 GB                        | 8 or 16 GB                    | 4 GB                            | 4 GB                          | 4 GB                          | 16 or 32 GB                                         | 16 or 32 GB                                         | 8 GB                                                | 16 GB                                               | 8 or 16 GB                           | 8 or 16 GB                           | 8 GB                               | 16, 32 or 64 GB                      | 16, 32 or 64 GB                      | 16 GB                                | 16 GB                                | 8 GB                                 | 8 GB                                 | 16 GB                                | 16, 32 or 64 GB                                   | 16, 32 or 64 GB                                              | 16 GB                                             | 16 or 32 GB                                       | 32 GB                                             | 16 or 32 GB                                       | 16 or 32 GB                                                  | 32, 64 or 128 GB                                              | 32, 64 or 128 GB                                              | 32 GB                                                         | 32 or 64 GB                                                   | 32 or 64 GB | 32 or 64 GB | Bộ nhớ trong             |
| Bộ nhớ Mở rộng           | microSD (tối đa 32 GB)            | microSD (tối đa 32 GB)            | microSD (tối đa 32 GB)        | microSD (tối đa 32 GB)          | microSD (tối đa 64 GB)        | microSD (tối đa 64 GB)        | microSD (tối đa 32 GB)                              | microSD (tối đa 32 GB)                              | microSDXC (tối đa 64 GB)                            | microSD (tối đa 32 GB)                              | microSD (tối đa 32 GB)               | microSD (tối đa 32 GB)               | microSD (tối đa 32 GB)             | microSDXC (tối đa 64 GB)             | microSDXC (tối đa 64 GB)             | microSDXC (tối đa 64 GB)             | microSDXC (tối đa 64 GB)             | microSDXC (tối đa 64 GB)             | microSDXC (tối đa 64 GB)             | microSDXC (tối đa 64 GB)             | microSDXC (tối đa 64 GB)                          | microSDXC (tối đa 64 GB)                                     | microSDXC (tối đa 64 GB)                          | microSDXC (tối đa 128 GB)                         | microSDXC (tối đa 128 GB)                         | microSDXC (tối đa 128 GB)                         | microSDXC (tối đa 128 GB)                                    | Không                                                         | Không                                                         | Không                                                         | Không                                                         | microSDXC (tối đa 200 GB) | microSDXC (tối đa 200 GB) | Expandable Storage       |
| 2G GSM/GPRS/EDGE         | 850/900/1800/1900 MHz             | 850/900/1800/1900 MHz             | 850/900/1800/1900 MHz         | 850/900/1800/1900 MHz           | 850/900/1800/1900 MHz         | 850/900/1800/1900 MHz         | 850/900/1800/1900 MHz                               | 850/900/1800/1900 MHz                               | 850/900/1800/1900 MHz                               | 850/900/1800/1900 MHz                               | 850/900/1800/1900 MHz                | 850/900/1800/1900 MHz                | 850/900/1800/1900 MHz              | 850/900/1800/1900 MHz                | 850/900/1800/1900 MHz                | 850/900/1800/1900 MHz                | 850/900/1800/1900 MHz                | 850/900/1800/1900 MHz                | 850/900/1800/1900 MHz                | 850/900/1800/1900 MHz                | 850/900/1800/1900 MHz                             | 850/900/1800/1900 MHz                                        | 850/900/1800/1900 MHz                             | 850/900/1800/1900 MHz                             | 850/900/1800/1900 MHz                             | 850/900/1800/1900 MHz                             | 850/900/1800/1900 MHz                                        | 850/900/1800/1900 MHz                                         | 850/900/1800/1900 MHz                                         | 850/900/1800/1900 MHz                                         | 850/900/1800/1900 MHz                                         | 850/900/1800/1900 MHz | 850/900/1800/1900 MHz | 2G GSM/GPRS/EDGE         |
| 3G WCDMA/HSPA            | 900/1900/2100 MHz                 | 900/1900/2100 MHz                 | 900/1900/2100 MHz             | 900/1900/2100 MHz               | 900/1900/2100 MHz             | 900/1900/2100 MHz             | 850/900/1900/2100 MHz 1,700 MHz (T-Mobile USA only) | 850/900/1900/2100 MHz 1,700 MHz (T-Mobile USA only) | 850/900/1900/2100 MHz 1,700 MHz (T-Mobile USA only) | 850/900/1900/2100 MHz 1,700 MHz (T-Mobile USA only) | 850/900/1900/2100 MHz                | 850/900/1900/2100 MHz                | 850/2100 MHz                       | 850/900/1900/2100 MHz                | 850/900/1900/2100 MHz                | 850/900/1900/2100 MHz                | 850/900/1900/2100 MHz                | 850/900/1900/2100 MHz                | 850/900/1900/2100 MHz                | 850/900/1900/2100 MHz                | 850/900/1900/2100 MHz                             | 850/900/1900/2100 MHz                                        | 850/900/1900/2100 MHz                             | 850/900/1900/2100 MHz                             | 850/900/1900/2100 MHz                             | 850/900/1900/2100 MHz                             | 850/900/1900/2100 MHz                                        | 850/900/1900/2100 MHz                                         | 850/900/1900/2100 MHz                                         | 850/900/1900/2100 MHz                                         | 850/900/1900/2100 MHz                                         | 850/900/1900/2100 MHz | 850/900/1900/2100 MHz | 3G WCDMA/HSPA            |
| 4G LTE                   | Không                             | Không                             | Không                         | Không                           | Không                         | Không                         | Không                                               | Không                                               | Không                                               | Có                                                  | Không                                | Không                                | Không                              | Không                                | Có                                   | Không                                | Không                                | Tùy chọn                             | Tùy chọn                             | Có                                   | Có                                                | Không                                                        | Có                                                | Có                                                | Có                                                | Có                                                | Không                                                        | Có                                                            | Có                                                            | Có                                                            | Có                                                            | Có | Có | 4G LTE                   |
| WiFi                     | 802.11b/g/n, Hotspot              | 802.11b/g/n, Hotspot              | 802.11b/g/n, Hotspot          | 802.11b/g/n, Hotspot            | 802.11a/b/g/n, Hotspot        | 802.11a/b/g/n, Hotspot        | 802.11a/b/g/n, Hotspot                              | 802.11a/b/g/n, Hotspot                              | 802.11a/b/g/n, Hotspot                              | 802.11a/b/g/n, Hotspot                              | 802.11a/b/g/n, Hotspot, Wi-Fi Direct | 802.11a/b/g/n, Hotspot, Wi-Fi Direct | 802.11b/g/n, Hotspot, Wi-Fi Direct | 802.11a/b/g/n, Hotspot, Wi-Fi Direct | 802.11a/b/g/n, Hotspot, Wi-Fi Direct | 802.11a/b/g/n, Hotspot, Wi-Fi Direct | 802.11a/b/g/n, Hotspot, Wi-Fi Direct | 802.11a/b/g/n, Hotspot, Wi-Fi Direct | 802.11a/b/g/n, Hotspot, Wi-Fi Direct | 802.11a/b/g/n, Hotspot, Wi-Fi Direct | 802.11a/b/g/n/ac, Hotspot, Dualband, Wi-Fi Direct | 802.11a/b/g/n/ac, Hotspot, Dualband, Wi-Fi Direct            | 802.11a/b/g/n/ac, Hotspot, Dualband, Wi-Fi Direct | 802.11a/b/g/n/ac, Hotspot, Dualband, Wi-Fi Direct | 802.11a/b/g/n/ac, Hotspot, Dualband, Wi-Fi Direct | 802.11a/b/g/n/ac, Hotspot, Dualband, Wi-Fi Direct | 802.11a/b/g/n/ac, Hotspot, Dualband, Wi-Fi Direct            | 802.11a/b/g/n/ac, Hotspot, Dualband, Wi-Fi Direct             | 802.11a/b/g/n/ac, Hotspot, Dualband, Wi-Fi Direct             | 802.11a/b/g/n/ac, Hotspot, Dualband, Wi-Fi Direct             | 802.11a/b/g/n/ac, Hotspot, Dualband, Wi-Fi Direct             | 802.11a/b/g/n/ac, Hotspot, Dualband, Wi-Fi Direct                                                                                  | 802.11a/b/g/n/ac, Hotspot, Dualband, Wi-Fi Direct                                                                                  | WiFi                     |
| Bluetooth                | Bluetooth 3.0                     | Bluetooth 3.0                     | Bluetooth 3.0                 | Bluetooth 3.0                   | Bluetooth 3.0+HS              | Bluetooth 3.0+HS              | Bluetooth 3.0+HS                                    | Bluetooth 3.0+HS                                    | Bluetooth 3.0+HS                                    | Bluetooth 3.0+HS                                    | Bluetooth 4.0+LE                     | Bluetooth 4.0+LE                     | Bluetooth 4.0+LE                   | Bluetooth 4.0+LE                     | Bluetooth 4.0+LE                     | Bluetooth 4.0+LE                     | Bluetooth 4.0+LE                     | Bluetooth 4.0+LE                     | Bluetooth 4.0+LE                     | Bluetooth 4.0+LE                     | Bluetooth 4.0+LE                                  | Bluetooth 4.0+LE                                             | Bluetooth 4.0+LE                                  | Bluetooth 4.0+LE                                  | Bluetooth 4.0+LE                                  | Bluetooth 4.0+LE                                  | Bluetooth 4.0+LE                                             | Bluetooth 4.1                                                 | Bluetooth 4.1                                                 | Bluetooth 4.1                                                 | Bluetooth 4.2                                                 | Bluetooth 4.2 | Bluetooth 4.2 | Bluetooth                |
| NFC                      | Không                             | Không                             | Không                         | Không                           | Không                         | Không                         | Không                                               | Không                                               | Không                                               | Không                                               | Tùy chọn                             | Tùy chọn                             | Không                              | Có                                   | Có                                   | Có                                   | Có                                   | Có                                   | Có                                   | Có                                   | Có                                                | Có                                                           | Có                                                | Có                                                | Có                                                | Có                                                | Có                                                           | Có                                                            | Có                                                            | Có                                                            | Có                                                            | Có | Có | NFC                      |
| DLNA                     | Có                                | Có                                | Có                            | Có                              | Có                            | Có                            | Có                                                  | Có                                                  | Có                                                  | Có                                                  | Có                                   | Có                                   | Không                              | Có                                   | Có                                   | Có                                   | Có                                   | Có                                   | Có                                   | Có                                   | Có                                                | Có                                                           | Có                                                | Có                                                | Có                                                | Có                                                | Có                                                           | Có                                                            | Có                                                            | Có                                                            | Có                                                            | Có | Có | DLNA                     |
| microUSB                 | microUSB 2.0                      | microUSB 2.0                      | microUSB 2.0                  | microUSB 2.0                    | microUSB 2.0                  | microUSB 2.0                  | microUSB 2.0                                        | microUSB 2.0                                        | microUSB 2.0                                        | microUSB 2.0                                        | microUSB 2.0                         | microUSB 2.0                         | microUSB 2.0                       | microUSB 2.0                         | microUSB 2.0                         | microUSB 2.0                         | microUSB 2.0                         | microUSB 2.0                         | microUSB 2.0                         | microUSB 2.0                         | microUSB 2.0                                      | microUSB 2.0                                                 | microUSB 2.0                                      | microUSB 2.0                                      | 10-pin microUSB 3.0                               | 10-pin microUSB 3.0                               | 10-pin microUSB 3.0                                          | microUSB 2.0                                                  | microUSB 2.0                                                  | microUSB 2.0                                                  | microUSB 2.0                                                  | microUSB 2.0 | microUSB 2.0 | microUSB                 |
| HDMI                     | Không                             | Không                             | Không                         | Không                           | MHL                           | MHL                           | MHL                                                 | MHL                                                 | MHL                                                 | MHL                                                 | Không                                | Không                                | Không                              | MHL                                  | MHL                                  | MHL                                  | MHL                                  | MHL                                  | Không                                | MHL                                  | MHL                                               | MHL                                                          | Không                                             | Không                                             | MHL                                               | MHL                                               | MHL                                                          | MHL                                                           | MHL                                                           | MHL                                                           | MHL                                                           | MHL | MHL | HDMI                     |
| USB OTG                  | Không                             | Không                             | Không                         | Không                           | Có                            | Có                            | Có                                                  | Có                                                  | Có                                                  | Có                                                  | Không                                | Không                                | Không                              | Có                                   | Có                                   | Không                                | Không                                | Không                                | Không                                | Có                                   | Có                                                | Có                                                           | Không                                             | Không                                             | Có                                                | Có                                                | Có                                                           | Có                                                            | Có                                                            | Có                                                            | Có                                                            | Có | Có | USB OTG                  |
| Cổng kết nối phụ         | Không                             | Không                             | Không                         | Không                           | Không                         | Không                         | Không                                               | Không                                               | Không                                               | Không                                               | Không                                | Không                                | Không                              | Không                                | Không                                | Không                                | Không                                | Có                                   | Có                                   | Có                                   | Có                                                | Có                                                           | Có                                                | Có                                                | Có                                                | Có                                                | Có                                                           | Có                                                            | Có                                                            | Có                                                            | Không                                                         | Không | Không | Cổng kết nối phụ         |
| Camera sau               | 5 MP                              | 5 MP                              | 5 MP                          | 5 MP                            | 5 MP                          | 5 MP                          | 8 MP                                                | 8 MP                                                | 8 MP                                                | 8 MP                                                | 5 MP                                 | 5 MP                                 | 5 MP                               | 8 MP                                 | 8 MP                                 | 8 MP                                 | 8 MP                                 | 8 MP                                 | 8 MP                                 | 8 MP                                 | 13 MP                                             | 13 MP                                                        | 8 MP                                              | 16 MP                                             | 16 MP                                             | 16 MP                                             | 16 MP                                                        | 16 MP                                                         | 16 MP                                                         | 16 MP                                                         | 16 MP                                                         | 12 MP | 12 MP | Camera sau               |
| Video sau                | 720p                              | 720p                              | 720p                          | VGA                             | 720p                          | 720p                          | 1080p                                               | 1080p                                               | 1080p                                               | 1080p                                               | 720p                                 | 720p                                 | 720p                               | 1080p                                | 1080p                                | 1080p                                | 1080p                                | 1080p                                | 1080p                                | 1080p                                | 1080p                                             | 1080p                                                        | 1080p                                             | 1080p và UHD                                      | 1080p và UHD                                      | 1080p và UHD                                      | 1080p và UHD                                                 | 2160p                                                         | 2160p                                                         | 2160p                                                         | 2160p                                                         | 2160p | 2160p | Video sau                |
| Camera trước             | VGA (0.3 MP)                      | VGA (0.3 MP)                      | 1.3 MP                        | VGA (0.3 MP)                    | VGA (0.3 MP)                  | VGA (0.3 MP)                  | 2 MP                                                | 2 MP                                                | 2 MP                                                | 2 MP                                                | VGA (0.3 MP)                         | VGA (0.3 MP)                         | VGA (0.3 MP)                       | 1.9 MP (với khả năng quay phim 720p) | 1.9 MP (với khả năng quay phim 720p) | 1.9 MP (với khả năng quay phim 720p) | 1.9 MP (với khả năng quay phim 720p) | 1.9 MP (với khả năng quay phim 720p) | 1.9 MP (với khả năng quay phim 720p) | 2 MP (với khả năng quay phim 1080p)  | 2 MP (với khả năng quay phim 1080p)               | 2 MP (với khả năng quay phim 1080p)                          | 2 MP (với khả năng quay phim 1080p)               | 2 MP (với khả năng quay phim 1080p)               | 2 MP (với khả năng quay phim 1080p)               | 2 MP (với khả năng quay phim 1080p)               | 2 MP (với khả năng quay phim 1080p)                          | 5 MP (với khả năng quay phim 1440p)                           | 5 MP (với khả năng quay phim 1440p)                           | 5 MP (với khả năng quay phim 1440p)                           | 5 MP (với khả năng quay phim 1440p)                           | 5 MP (với khả năng quay phim 1440p)                                                                                                | 5 MP (với khả năng quay phim 1440p)                                                                                                | Camera trước             |
| Sạc không dây (Qi)       | Không                             | Không                             | Không                         | Không                           | Không                         | Không                         |                                                     |                                                     |                                                     |                                                     |                                      |                                      |                                    |                                      |                                      |                                      |                                      |                                      |                                      |                                      |                                                   |                                                              |                                                   | Có (with charging cover)                          | Có (with charging cover)                          | Có (with charging cover)                          | Có (with charging cover)                                     | Có (native)                                                   | Có (native)                                                   | Có (native)                                                   | Có (native; fast charge supported)                            | Có (native; fast charge supported)                                                                                                 | Có (native; fast charge supported)                                                                                                 | Sạc không dây (Qi)       |
| Pin                      | 1,500 mAh                         | 1,650 mAh                         | 1,500 mAh                     | 1,500 mAh                       | 1,500 mAh                     | 1,500 mAh                     | 1,650 mAh                                           | 1,650 mAh                                           | 1,650 mAh                                           | 1,850 mAh                                           | 1,500 mAh                            | 1,500 mAh                            | 2,100 mAh                          | 2,100 mAh                            | 2,100 mAh                            | 2,100 mAh                            | 2,100 mAh                            | 2,330 mAh                            | 1,900 mAh                            | 2,600 mAh                            | 2,600 mAh                                         | 2,600 mAh                                                    | 2,100 mAh                                         | 2,800 mAh                                         | 2,800 mAh                                         | 2,800 mAh                                         | 2,800 mAh                                                    | 2,550 mAh                                                     | 2,600 mAh                                                     | 3,500 mAh                                                     | 3,000 mAh                                                     | 3,000 mAh | 3,600 mAh | Battery                  |
|                          | i9000(mẫu gốc)                    | Plus i9001                        | Advance i9070                 | Duos S7562                      | Duos 2 S7582                  | Duos 3 G316                   | i9100                                               | i9100G                                              | S II Plus i9105                                     | i9210 HD LTE                                        | Mini i8190                           | Mini VE i8200                        | Slim G3812B                        | i9300                                | i9305                                | Neo I9300I                           | Neo I9301I                           | Zoom SM-C101                         | Mini i9190                           | Active i9295                         | i9505                                             | i9500                                                        | Mini SM–G800F                                     | Active SM–G870A                                   | LTE-A                                             | SM–G900F                                          | SM–G900H                                                     | SM–G920F                                                      | Edge SM–G925F                                                 | Active SM–G890A                                               | Edge+ SM-G928F                                                | SM-G930F | Edge SM-G935F |                          |
|                          | Samsung Galaxy S                  | Samsung Galaxy S                  | Samsung Galaxy S              | Samsung Galaxy S                | Samsung Galaxy S              | Samsung Galaxy S              | Samsung Galaxy S II                                 | Samsung Galaxy S II                                 | Samsung Galaxy S II                                 | Samsung Galaxy S II                                 | Samsung Galaxy S III                 | Samsung Galaxy S III                 | Samsung Galaxy S III               | Samsung Galaxy S III                 | Samsung Galaxy S III                 | Samsung Galaxy S III                 | Samsung Galaxy S III                 | Samsung Galaxy S4                    | Samsung Galaxy S4                    | Samsung Galaxy S4                    | Samsung Galaxy S4                                 | Samsung Galaxy S4                                            | Samsung Galaxy S5                                 | Samsung Galaxy S5                                 | Samsung Galaxy S5                                 | Samsung Galaxy S5                                 | Samsung Galaxy S5                                            | Samsung Galaxy S6                                             | Samsung Galaxy S6                                             | Samsung Galaxy S6                                             | Samsung Galaxy S6                                             | Samsung Galaxy S7 | Samsung Galaxy S7 |                          |

## Liên kết
- Samsung official Website

1. ↑  Samsung I9000 Galaxy S, GSMArena.com
2. ↑  Samsung I9001 Galaxy S Plus, GSMArena.com
3. ↑  Samsung I9070 Galaxy S Advance, GSMArena.com
4. ↑  Samsung S7562 Galaxy S Duos, GSMArena.com
5. ↑  Samsung S7582 Galaxy S Duos 2, GSMArena.com
6. ↑  Samsung G316 Galaxy S Duos 3, GSMArena.com
7. ↑  Samsung I9100 Galaxy S II, GSMArena.com
8. ↑  Samsung I9100G Galaxy S II, GSMArena.com
9. ↑  Samsung I9105 Galaxy SII Plus, GSMArena.com
10. ↑  Samsung I9210 Galaxy S II HD LTE, GSMArena.com
11. ↑  Samsung I8190 Galaxy S III mini, GSMArena.com
12. ↑  Samsung I8200 Galaxy S III Mini VE, GSMArena.com
13. ↑  Samsung G3812B Galaxy S3 Slim, GSMArena.com
14. ↑  Samsung I9300 Galaxy S III, GSMArena.com
15. ↑  Samsung I9305 Galaxy S III, GSMArena.com
16. ↑  Samsung I9300I Galaxy S3 Neo, GSMArena.com
17. ↑  Samsung I9301I Galaxy S3 Neo, GSMArena.com
18. ↑  Samsung SM-C101 Galaxy S4 Zoom, GSMArena.com
19. ↑  Samsung I9190 Galaxy S4 mini, GSMArena.com
20. ↑  Samsung I9295 Galaxy S4 Active, GSMArena.com
21. ↑  Samsung I9505 Galaxy S4, GSMArena.com
22. ↑  Samsung I9500 Galaxy S4, GSMArena.com
23. ↑  Samsung SM-G800F Galaxy S5 Mini, pdadb.net
24. ↑  Samsung SM-G870A Galaxy S5 Active, pdadb.net
25. ↑  Samsung SM-G906S Galaxy S5 LTE-A, pdadb.net
26. ↑  Samsung SM-G900F Galaxy S5, pdadb.net
27. ↑  Samsung SM-G900H Galaxy S5, pdadb.net
28. ↑  Samsung SM-G920F Galaxy S6, pdadb.net
29. ↑  Samsung SM-G925F Galaxy S6 Edge, pdadb.net
30. ↑  Samsung SM-G890A Galaxy S6 Active, pdadb.net
31. ↑  Samsung SM-G928F Galaxy S6 Edge+, pdadb.net
32. ↑  Samsung SM-G930F Galaxy S7, pdadb.net
33. ↑  Samsung SM-G935F Galaxy S7 Edge, pdadb.net
34. ↑  “Samsung Galaxy S6 - Full phone specifications”. www.gsmarena.com. Truy cập ngày 30 tháng 8 năm 2016.
35. ↑  Galaxy S5 Wireless Charging Cover Mobile Accessories - EP-CG900IBUSTA | Samsung US
36. ↑  Fast Charge Wireless Charging Stand - EP-NG930TBUGUS | Samsung US